# Lola Ferri
Lola Ferri (Údine, 13 de abril de 1981), nombre artístico de Alessia Milanese, es una bloguera y ex actriz pornográfica italiana.

## Biografía
Tras terminar el bachillerato en 2000, en el liceo clásico Jacopo Stellini de Údine, cursó la carrera de relaciones públicas en la misma universidad friulana, en la sede de Gorizia. En 2004 posó para un calendario. Antes de sus experiencias en la pornografía, frecuentaba clubes privados junto a su novio.

### Actriz pornográfica
Durante su carrera universitaria, se puso en contacto con el director y productor Silvio Bandinelli, quien le dio información y, tras unos meses de reflexión por parte de Lola, le permitió debutar en el mundo del cine pornográfico. Debutó en 2009 en la película La donna di mio padre, sobre la que realizó un reportaje el corresponsal Andrea Pellizzari del programa de televisión Le Iene, emitido el 8 de febrero de 2009. Fue galardonada con el premio a la "Mejor Actriz Dura del Año" en MiSex 2009. Terminó su carrera al año siguiente, tras sólo cuatro películas. Debido a su aspecto físico, se la ha llamado la Louise Brooks del porno italiano.
Después se dedicó, durante unos dos años, a los espectáculos de burlesque por Italia.
Activa como actriz entre 2009 y 2010, grabó cuatro películas. Además de La donna di mio padre, las otras tres fueron Estetista, Compagni di Scuola y Trasloco da Zia.

### Bloguera
Al mismo tiempo, se dedicó a un blog de moda, TheChiliCool.com, inaugurado en octubre de 2010. El blog le permite trabajar con varias marcas locales y mundiales y es reconocido por su calidad.
También mantuvo un blog de moda en la edición italiana del Huffington Post.